# Miloš Ivošević
Miloš Ivošević, hrvaški general, * 15. maj 1918, Ponorac pri Ogulinu † 6. maj 2004.

## Življenjepis
Leta 1941 se je pridružil NOVJ in naslednje leto se je pridružil KPJ. Med vojno je bil poveljnik več enot.
Po vojni je bil poveljnik divizije, načelnik štaba vojaškega področja, pomočnik poveljnika za zaledje armade,...